# Araci
Araci è un comune del Brasile nello Stato di Bahia, parte della mesoregione del Nordeste Baiano e della microregione di Serrinha.

## Storia
Il comune di Araci è stato fondato nel 1812 da José Ferreira e prima dell'emancipazione apparteneva alla città di Serrinha.

## Società

### Evoluzione demografica
| 2004   | 2010   |
| ------ | ------ |
| 48.735 | 51.651 |

## Amministrazione
| Periodo | Periodo | Primo cittadino                  | Partito | Carica   | Note |
| ------- | ------- | -------------------------------- | ------- | -------- | ---- |
| 1984    | 1981    | Erasmo Oliveira Carvalho         |         | Prefetto |      |
| 1988    | 1985    | José Carlos Raimundo Mota        |         | Prefetto |      |
| 1992    | 1989    | Edvaldo Pinho                    |         | Prefetto |      |
| 1996    | 1993    | Daniel Almeida Ramos             |         | Prefetto |      |
| 1997    | 2000    | José Eliotério da Silva          |         | Prefetto |      |
| 2004    | 2001    | Maria Edneide Torres Silva Pinho |         | Prefetto |      |
| 2008    | 2005    | José Eliotério da Silva          |         | Prefetto |      |
| 2009    | 2012    | Maria Edneide Torres Silva Pinho | DEM     | Prefetto |      |